# Květoslava Pokorná
Květoslava Pokorná (* 13. května 1929) byla česká a československá politička a bezpartijní poslankyně Sněmovny lidu Federálního shromáždění za normalizace.

## Biografie
K roku 1976 se profesně uvádí jako skladnice.
Ve volbách roku 1976 zasedla do Sněmovny lidu (volební obvod č. 126 - Olomouc I, Severomoravský kraj).Ve Federálním shromáždění setrvala do konce funkčního období, tedy do voleb roku 1981.